# Ahmad al-Tayyeb Aldj
Ahmad al-Tayyeb Aldj (Fès, 9 settembre 1928 – Rabat, 1º dicembre 2012) è stato un poeta, drammaturgo e traduttore marocchino.
È noto principalmente per aver tradotto in arabo marocchino, reinterpretandole in modo originale, le opere di Molière, Shakespeare e Brecht e Pierre Beaumarchais. La sua opera è fortemente influenzata dal teatro francese e a sua volta ha avuto un grande impatto sulla cultura popolare marocchina.
Nel 1973 gli è stato assegnato il Premio per la Letteratura del Marocco e, due anni più tardi, la Medaglia al Merito Intellettuale della Siria. Secondo il saggista e critico letterario franco-marocchino Salim Jay, la sua opera è un "tesoro della cultura dell'umanità".

## Opere
- Al-Barnît:a, Mat:ba`a al-Ma`ârifa al-Djadîda, Rabat, 2001.
- Al-Mashrah: ba`ada al-Mut:laq: mumârasât, ishkaliyyât wa tatallu`ât, LAHBABI, Muhammad Aziz ed., al-Magribî bayna al-´ams wa-l-yawm, Al-Masrah. (Moroccan theater yesterday and today) Témara: Bayt ´Âl Muh:ammad `Azîz Lah:ababî,Rabat 1998, pp. 43-50.
- al-Sa'd, al-Djama'iyya al-Magribiyya li-l-Ta´lîf wa-l-Tardjama wa-l-Nashr, 1986.
- Al-´Ard wa-l-dhi´ âb: masrah:iyya fî qasmayn, Wizâra al-Shu´űn, al-Thaqâfiyya, Rabat, 1994.
- Binâ´ al-wat:an, Muh:ammad al-Jâmis,  Masrah, 1988.
- Du'â´ li-l-Quds, Rabat, 1980.
- Yűhâ wa shadjara al-tufâh, Wakâla Shirâ´li-l-Jidamât al-`Ilâm wa-l-Ittis:âl, Tangeri, 1997.